# 大正村 (奈良県)
大正村（たいしょうむら）は奈良県北西部、南葛城郡に属していた村。現在の御所市北部、大和葛城山の東麓から奈良盆地南縁周辺にあたる。

## 歴史
- 1915年（大正4年）1月1日 - 櫛羅村・東松本村・竹田村・鎌田村・小林村・楢原村・三室村・西松本村が合併して発足。
- 1958年（昭和33年）3月31日 - 御所町・葛村・葛上村と合併して御所市が発足。同日大正村廃止。
  - 同時に、西松本は元町、鎌田は幸町と改称。あとの6大字は御所市の大字に継承。

## 交通

### 鉄道路線
下記2駅の敷地の一部が村域にかかっている。
- 日本国有鉄道
  - 和歌山線
    - 御所駅
- 近畿日本鉄道
  - 御所線
    - 近鉄御所駅

### 道路
- 国道24号